# Bullshit

Tampon du mot « bullshit » sur le bureau d'un photographe de rue.

Pour les articles homonymes, voir Bullshit (homonymie).
Bullshit [ˈbʊlʃɪt]  est à l'origine un terme d'argot américain vulgaire (littéralement « merde de taureau »), généralement traduit par « baratin »,, mais également traduisible par « foutaises », « conneries »,. L'apocope Bull, les initiales BS ou l'euphémisme bullcrap sont des équivalents modérés. L'interjection (Bullshit!) sert à dénoncer un mensonge ou une exagération.

## Aspects linguistiques

### Anglais britannique
Bullshit est présent, sans indication géographique (Br ou Am),  dans Pardon My French!, dictionnaire de poche d'argot français-anglais et anglais-français paru en 1998 chez Harrap (p. 13). 
Un équivalent britannique de l'interjection est bollocks!, terme aussi orthographié bollox.

### Traductions en français
Les dictionnaires anglais-français traduisent bullshit  en fonction de la nature grammaticale du terme : substantif, modificateur (adjectif), interjection, verbe transitif, verbe intransitif.
Le substantif bullshit se traduit par « connerie » (singulier) ou « conneries » (pluriel).
L'interjection bullshit! a pour traduction « c'est des conneries ! ». 
Le verbe to bullshit se traduit par « raconter des conneries à » quand il est transitif et par « déconner », « raconter des conneries » quand il est intransitif.
Employé en tant que modificateur d'un substantif, bullshit peut être rendu par « à la con » ou « de merde », voire « merdique », ainsi dans bullshit job, « emploi à la con », « boulot de merde », « boulot merdique ».

### Franglais
Si le terme ne figure ni dans l'ouvrage Les mots anglais du français publié chez Belin éditeur en 1998 par le linguiste Jean Tournier, ni dans le livre Évitez le franglais, parlez français ! d'Yves Laroche-Claire paru chez Albin Michel en 2004, il est en revanche recensé comme emprunt à l'anglais par Alfred Gilder dans son Dictionnaire franglais-français paru au Cherche midi en 1999. Cet auteur qualifie « bullshit » de « terme venu tout droit de la sous-culture yanquie » et lui donne trois acceptions : « 1/ imbécilités, sottises, stupidités, balivernes, conneries ; 2/ affabulations, mensonges ; 3/ crânerie (Québec) ».

## Philosophie

### Analyse de Harry Frankfurt
Une théorie du bullshit a été élaborée par le philosophe américain Harry Frankfurt dans un essai intitulé On Bullshit, dont la traduction en français par Didier Sénécal (De l'art de dire des conneries) date de 2006. L'ouvrage opère notamment une distinction entre bullshit (« conneries », « baratin ») et mensonge : alors qu'un menteur fait délibérément des déclarations fausses, le diseur de conneries est simplement indifférent à la vérité. Si un menteur a besoin de connaître la vérité pour mieux cacher celle-ci à son interlocuteur, le diseur de conneries en revanche, ne s'intéressant qu'à ses objectifs personnels, n'en a pas nécessairement besoin. En 2006, le philosophe publie un ouvrage complémentaire, On Truth, réflexion sur le désintérêt de nos sociétés pour la vérité et plaidoyer en faveur de la valeur de la vérité.

### Analyse de Pascal Engel
Pascal Engel, tout en rappelant que le choix du traducteur du livre de Frankfurt est le terme de connerie, lui préfère celui de foutaise. Il s'en justifie ainsi : 

« Frankfurt cite l'Oxford Englih Dictionary : [...] « propos ou écrit trivial, non sincère, ou mensonger ; non sens ». Cela ne correspond pas exactement à « connerie » en français, ni à « bêtise ». Le bullshitting se caractérise par une forme de représentation trompeuse qui n'est pas de la bêtise [...] Frankfurt fait aussi le rapprochement avec l'anglais humbug qui signifie « fumisterie ». Mais un fumiste est quelqu'un qui pratique une certaine forme de sophistication dans sa fabrication du faux. Le bullshit au contraire évoque plutôt une sorte de diarrhée, un flux  non contrôlé [...] La foutaise est ce qu'on lâche mais qui est dénué de sens, sans intérêt. Le bullshitter se moque de la vérité, il s'en fout. »

Selon Engel, le bullshitter est indifférent à la valeur de vérité de ses assertions et il n'est « même pas clair qu'il fasse des assertions », il est plutôt « engagé dans une forme de « simulation » de l'assertion, ne s'intéressant pas à la vérité mais uniquement à l'effet de son discours sur l'auditeur ». En ce sens, il rejoint Frankfurt pour distinguer le bullshitter du menteur : il n'est pas soucieux de mentir, mais insoucieux de savoir s'il dit vrai. Il convient donc pour Engel, comme pour Frankfurt, de caractériser la foutaise non à partir de l'assertion produite, mais en tant qu'activité, marquée par « une imposture, une forme d'escroquerie sur le discours », une indifférence à la vérité et un « faire semblant : faire semblant d'affirmer quand on n'affirme rien, faire semblant de dire quand on ne dit rien ».

### Autres analyses
John Searle aimait reprendre un trait d'esprit selon lequel Jacques Derrida était le genre de philosophe qui donne une mauvaise réputation au bullshit. L'identité de l'auteur originel de la remarque est cependant incertaine.

### Bullshit dans la philosophie française
Selon le philosophe anglais Gerald Cohen, repris par le neuroscientifique suisse Sebastian Dieguez, la France, et plus spécifiquement Paris, constituerait un terreau particulièrement propice à l'épanouissement du bullshit académique. On peut en trouver des exemples dans les écrits des penseurs postmodernes comme Jacques Derrida, Gilles Deleuze, Jacques Lacan ou Julia Kristeva. Une de ses spécificités serait de se parer d'une fausse profondeur par le biais d'énoncés peu clairs (et impossibles à clarifier sans déformation), accompagnés d'une certaine indifférence à l'égard du vrai ou de sa recherche (voir également sous : Effet Gourou). Cohen explique ce phénomène par trois facteurs principaux qui se combinent entre eux.
Le premier de ces facteurs se trouve dans l'autorité prédominante qu’exerce Paris sur le monde intellectuel, politique (et Dieguez ajoute médiatique), ainsi que l'interpénétration de ces sphères entre elles. Cette centralisation, cette confusion entre domaines distincts, de même que l'uniformité du système académique français, empêcheraient la survenue de courants de pensées critiques, voire divergents, et favoriseraient ainsi l'émergence d'impostures intellectuelles comme le bullshit.
Le deuxième facteur est à chercher dans le goût et l'aptitude des Français pour le style, qui bien souvent prédomine sur le fond, et permet de dissimuler plus aisément le bullshit le cas échéant, tout en favorisant sa diffusion par son aspect saisissant. Comme le note Dieguez: « Le discours devient pour ainsi dire une affaire esthétique plutôt qu'épistémique ». La France possède en outre une solide tradition d'écrivains-philosophes, tels que Diderot, Rousseau, Sartre ou Camus, ce qui favoriserait également un mélange des genres et empêcherait, dans une certaine mesure, une application rigoureuse de l'appareil critique à l'égard des thèses philosophiques avancées.

Enfin, le troisième et dernier facteur prépondérant se situe, toujours selon Cohen, dans l'intérêt soutenu du grand public français pour la production intellectuelle dans des domaines dont il n'est pas spécialiste (comme la philosophie), ce qui favoriserait une certaine tendance à s'intéresser à ce qui est décrété intéressant par l'intelligentsia parisienne, au détriment de ce qui est vrai, mais pourrait s'avérer potentiellement plus ennuyeux. On préférera ainsi un discours passionné qui sonne radical mais comporte potentiellement plus d'inexactitudes à un discours plus rigoureux mais de facture plus conformiste.  
« D'une façon ou d'une autre, [ces] facteurs concourent à ce que les auteurs recherchent quelque chose de nouveau, d'intéressant et, si possible, de choquant, plutôt que ce qui augmente notre contact avec la réalité. Dans ce qui constitue peut-être l’apogée du développement du bullshit, un apogée que Hegel aurait pu appeler "le bullshit élevé à la conscience de lui-même", la vérité est (comme dans une grande partie du postmodernisme) expressément dénigrée. En partie parce que la vérité n'est même pas visée, les thèses fausses ou, plutôt, fallacieuses, foisonnent, et elles sont protégées contre leur révélation par un énoncé obscur et/ou par une défense obscure lorsqu'elles sont contestées : ainsi, le bullshit foisonne également. »

## Compléments